# Světlo

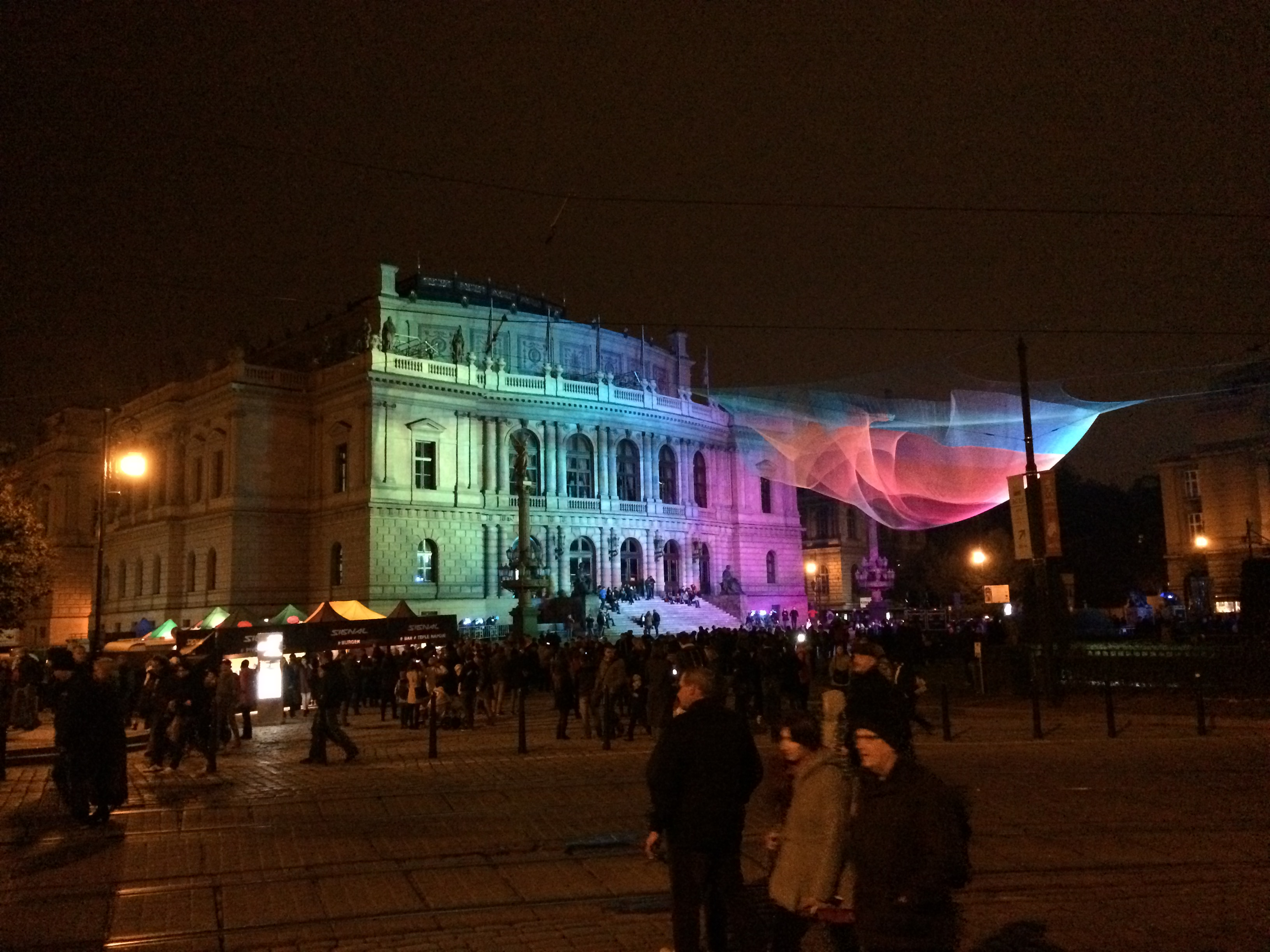
Světelný festival Signal konající se v Praze u Rudolfina (2015)

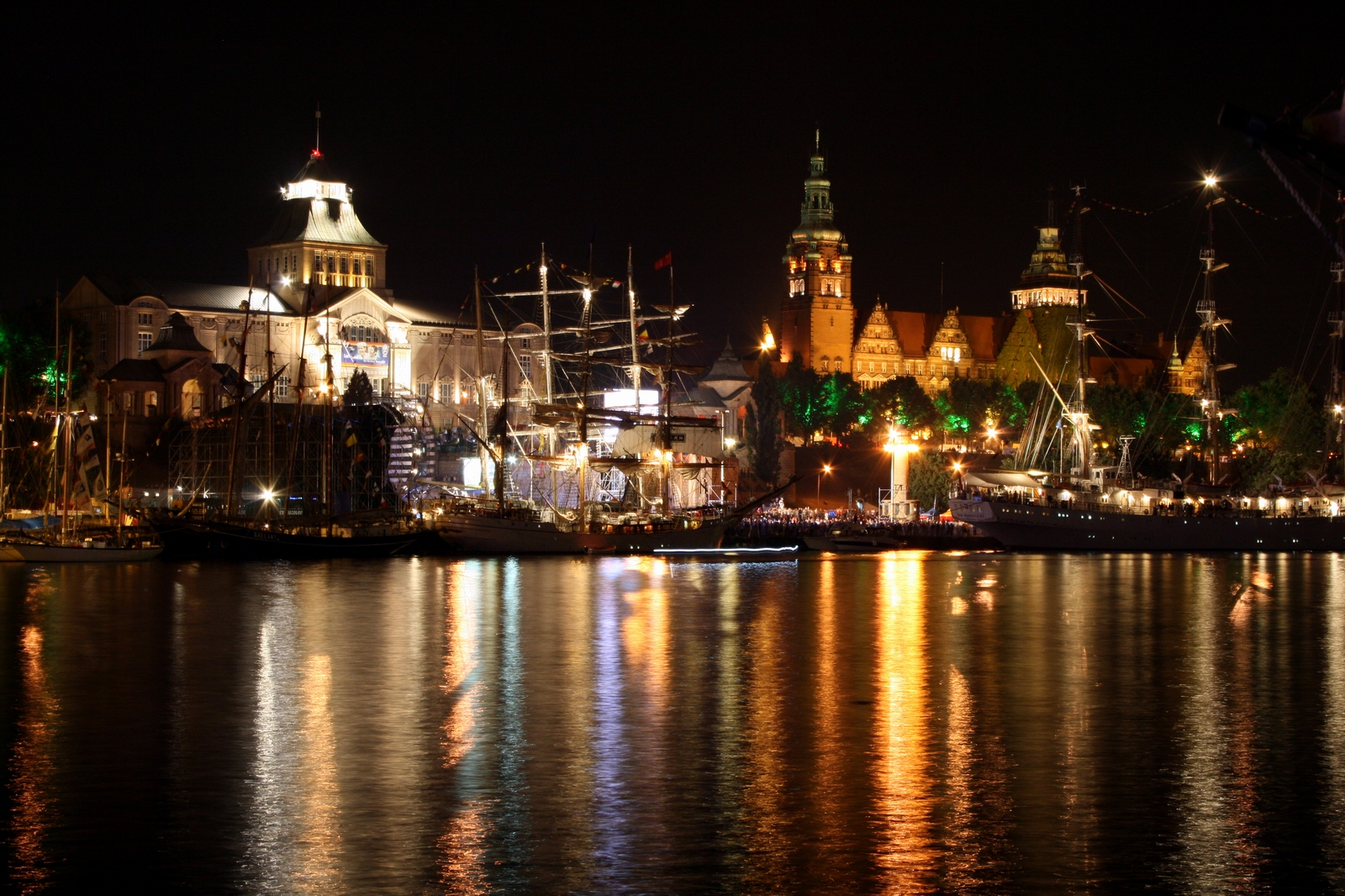
Noční osvětlení ve městě (výše) i v přístavu, Štětín (Polsko)

Světlo je viditelná část elektromagnetického záření. Jeho frekvence je zhruba od 3,9×1014 Hz do 7,9×1014 Hz, čemuž ve vakuu odpovídají vlnové délky z intervalu 390–760 nm. Vlnové délky viditelného světla leží mezi vlnovými délkami ultrafialového záření a infračerveného záření. V některých oblastech vědy a techniky může být světlem chápáno i elektromagnetické záření širšího rozsahu, zasahujícího do infračervené a ultrafialové oblasti. Světlo lze charakterizovat pomocí několika hledisek. Mezi nejzákladnější patří fotometrické charakteristiky (např. svítivost či světelný tok), kolorimetrické (frekvenční spektrum, barva), koherence a polarizace. Na nich pak závisí i chování při odrazu, lomu a průchodu prostředím a při skládání a ohybu světla. Kvůli dualitě částice a vlnění má světlo vlastnosti jak vlnění, tak částice. Studiem světla a jeho interakcemi s hmotou se zabývá optika.

## Viditelná část elektromagnetického spektra
Člověk je schopen vnímat část elektromagnetického spektra z rozsahu frekvencí přibližně 3,9×1014 Hz až 7,9×1014 Hz (390–790 THz), což ve vakuu odpovídá vlnovým délkám v rozsahu přibližně 390–760 nm (pro fázovou rychlost (c), frekvenci (f ) a vlnovou délku (λ) platí vztah {\displaystyle c=f\lambda }). Člověk od člověka se tento rozsah drobně liší a je odlišný i pro denní (čípkové) a soumrakové (tyčinkové) vidění.
Přesněji řečeno, tento rozsah je viditelným světlem pro člověka. Některé druhy živočichů vnímají rozsah jiný – například včely jej mají posunut směrem ke kratším vlnovým délkám (ultrafialové záření), naopak někteří plazi vnímají i infračervené záření.
Rozsah vnímaných vlnových délek je dán především tím, že v oblasti viditelného světla není elektromagnetické záření ze Slunce absorbováno v atmosféře a dopadá na zemský povrch. Je proto využitelné pro živé organismy žijící na povrchu pro zrakové vnímání polohy a rozprostraněnosti. Evolucí se k tomuto účelu vyvinuly příslušné světločivné orgány, jakým je i sítnice lidského oka, „nastavené“ právě na tento rozsah.
Kvůli potřebě objektivního kvantitativního vymezení viditelných projevů elektromagnetického záření byla vedle sady univerzálních radiometrických veličin (pro libovolné elektromagnetické záření) vytvořena sada jednoznačně definovaných veličin fotometrických (pouze pro světlo). Odpovídající veličiny obou sad spolu souvisejí a jsou na sebe převoditelné pomocí tzv. světelné účinnosti. Ta odpovídá průměrnému lidskému vnímání světla a je odlišná pro denní a soumrakové vidění.

## Šíření světla
Povahu světla se pokoušeli vědci vystihnout dlouhou dobu. První teorie o povaze a šíření světla pochází už z doby okolo 500 př. n. l. z antického Řecka. Starořečtí filosofové - např. Platon nebo Empedoklés si mysleli, že lidské oči jsou aktivními zdroji světla (tohoto předpokladu se však i přes jeho neplatnost v reálném světě využívá v počítačové grafice - viz algoritmus sledování paprsků). Jejich pojetí optiky bylo přesně inverzní k dnešní paprskové optice (stejné paprsky, ale opačný směr pohybu světla). Jedním z prvních fyziků v dnešním slova smyslu byl Newton, který chápal světlo jako proud částic v mechanickém smyslu. Teorie ale byla v rozporu s experimentem, neboť podle této teorie docházelo k lomu světla od kolmice dopadu při průchodu světla z opticky řidšího prostředí do opticky hustšího (typicky vzduch–sklo). Vlnové vlastnosti světla zkoumal poprvé Christiaan Huygens kolem roku 1678. Vlnová teorie světla dokázala podat vysvětlení i mnoha jiných jevů. Částicový pohled na světlo byl znovu oživen až kvantovou fyzikou.
Od poloviny 20. století je platná teorie o dualitě částice a vlnění. Světlo se tudíž chová jako vlna, která nese kvantované množství energie.

### Lom světla
Paprsky světla se při přechodu z jednoho prostředí do jiného lámou, například když světlo dopadá šikmo na průhledný materiál, jako je sklo nebo voda. Různé materiály zpomalují světlo rozdílně, takže lom nastává vždy pod jiným úhlem.

### Rychlost světla

#### Rychlost světla ve vakuu
Rychlost světla v dokonalém vakuu je univerzální fyzikální konstantou s hodnotou c = 299 792 458 m·s−1 (z definice, tedy přesně).
Rychlost světla ve vakuu byla měřena mnohokrát v historii. Jedno z prvních zdokumentovaných měření provedl Dán Ole Rømer roku 1676 při řešení námořní navigace. Rømer pozoroval teleskopem pohyb planety Jupiter a jeho měsíce Io, přičemž zaznamenal nepravidelnost v oběžné době Io kolem Jupiteru. Čtyřicetkrát (v průběhu deseti let) měřil dobu oběhu Io. Každé měření však pochopitelně probíhalo při současném oběžném pohybu Země, a tedy z různých vzdáleností od Io. Výsledkem bylo, že u poloviny měření zaznamenal rozdíl 22 minut. Protože se již tehdy oběžné doby nebeských těles považovaly za konstantní, přemýšlel Rømer o důvodu této disproporce. Posléze si ji správně vysvětlil tím, že rychlost světla není nekonečná a má tedy vliv na přesnost měření. Ačkoli Rømer s tímto zjištěním dále nepracoval, mnozí z této hodnoty později vypočítali rychlost světla. Prvním byl význačný holandský matematik, fyzik a astronom Christian Huygens, který rychlost světla odhadl na 220 000 kilometrů za sekundu.
První úspěšné měření pozemskými prostředky provedl Hippolyte Fizeau v roce 1849. Fizeau poslal svazek světla na zrcadlo, kterému do cesty vložil točící se ozubené kolo. Při známé rychlosti otáčení kola vypočetl rychlost světla na 313 000 km·s−1.
Další měření bylo provedeno po přistání na Měsíci: po umístění zrcadla na jeho povrch se změřil čas, za který se odražený paprsek laseru vrátil zpět na Zemi.
Vzhledem k tomu, že rychlost světla ve vakuu je univerzální konstantou a čas lze měřit v současné době s vysokou přesností, je jednotka délky metr v soustavě SI definována právě pomocí rychlosti světla ve vakuu a hodnota této rychlosti je tedy zcela přesná a fixní, ani případné zpřesňování měření by ji nezměnilo.

#### Rychlost šíření v jiných prostředích
V jiném prostředí se světlo šíří rychlostí v, která je vždy nižší než c. Podíl těchto rychlostí je roven indexu lomu daného prostředí n, tj. n = c/v. V důsledku toho dochází na rozhraní látek s různými hodnotami n k lomu světla.
Přesněji řečeno, toto se týká prostředí bez disperze, tj. případů, kdy index lomu nezávisí na vlnové délce. V prostředí s disperzí je třeba rozlišovat fázovou a grupovou rychlost: fázová rychlost popisuje rychlost šíření ploch se stejnou fází, zatímco grupová rychlost se vztahuje k obálce amplitudy, neboli k rychlosti šíření energie.
Je-li závislost indexu lomu na kruhové frekvenci n(ω), pak fázová rychlost má hodnotu:
{\displaystyle v(\omega )={\frac {c}{n(\omega )}}}
a grupová rychlost je rovna:
{\displaystyle v_{g}(\omega )={\frac {c}{n(\omega )+\omega {\frac {dn}{d\omega }}}}}.
Fázová rychlost, která není spojena s přenosem informace, může nabývat téměř libovolných hodnot, vyšších než c nebo dokonce záporných (viz též index lomu). Naproti tomu grupová rychlost, se kterou se přenáší energie, nepřesahuje hodnotu c ve shodě s teorií relativity.
Šíření světla ve hmotě můžeme vnímat jako opakované pohlcovaní a vyzařovaní fotonů, a to tak, že po ozáření se dostane atom do excitovaného stavu, ve kterém setrvá pouze zlomek času a následně foton zpět vyzáří, ten následně pohltí další atom atd… Světlo se pohybuje pomaleji, protože atomy setrvávají v excitovaném stavu určitý čas. Světlo se tudíž ve hmotě šíří rychlostí stejnou jako ve vakuu, ale je neustále pohlcováno a vyzařováno atomy hmoty. Ve vhodně připraveném prostředí je tak možné světlo dokonce zastavit a po určité době ho změnou vlastností prostředí uvolnit k dalšímu šíření.

## Absorpce světla
Když světlo narazí na povrch, část je pohlcena atomy povrchu daného předmětu, přičemž povrch se velmi slabě zahřeje. Každý druh atomu absorbuje určité vlnové délky (barvy) světla. Barva povrchu záleží na tom, které vlnové délky vstřebává a které odráží. List tedy je viděn jako zelený, protože absorbuje všechny barvy, kromě zelené, a my vidíme jen odražené zelené světlo.

## Interference
Šíří-li se danou částí prostoru více světelných vln, dochází k jejich skládání (superpozici). V případě koherentních světelných svazků tak dochází k tzv. interferenci, kdy se v některých místech vlny vzájemně posilují (pozitivní, též konstruktivní interference), jinde naopak zeslabují (negativní, destruktivní interference).

## Barva a vlnová délka
Různé frekvence světla vidíme jako barvy, od červeného světla s nejnižší frekvencí a nejdelší vlnovou délkou po fialové s nejvyšší frekvencí a nejkratší vlnovou délkou.
Hned vedle viditelného světla se nachází ultrafialové (UV), směrem do kratších vlnových délek, a infračervené záření (IR), směrem do delších délek. Přestože lidé nevidí IR, mohou blízké IR cítit jako teplo svými receptory v pokožce. Ultrafialové světlo se zase na člověku projeví zvýšením pigmentace pokožky, známým opálením.

## Měření světla
Fotometrie, zabývající se popisem a měřením intenzity světla, používá např. následující fotometrické veličiny:
- jas (nebo teplota)
- intenzita osvětlení (jednotka SI: lux)
- světelný tok (jednotka SI: lumen)
- svítivost (základní jednotka SI: kandela)

Kolorimetrie se zabývá popisem a měřením barevného projevu vnímaného světla, založeném (vedle jasu) zejména na spektrálním složení, tedy zastoupení vln různé frekvence viditelného rozsahu.
U světla se dále měří např.
- stupeň koherence (fázové shody jednotlivých elektromagnetických vln ve světelném svazku, díky níž dochází k interferenčním jevům);
- stupeň polarizace (shody roviny kmitů intenzity elektrického pole jednotlivých elektromagnetických vln ve světelném svazku), projevující se při odrazu a lomu (např. dvojlom) a využívaný při měření optické aktivity látek v analytické chemii.

## Zdroje světla

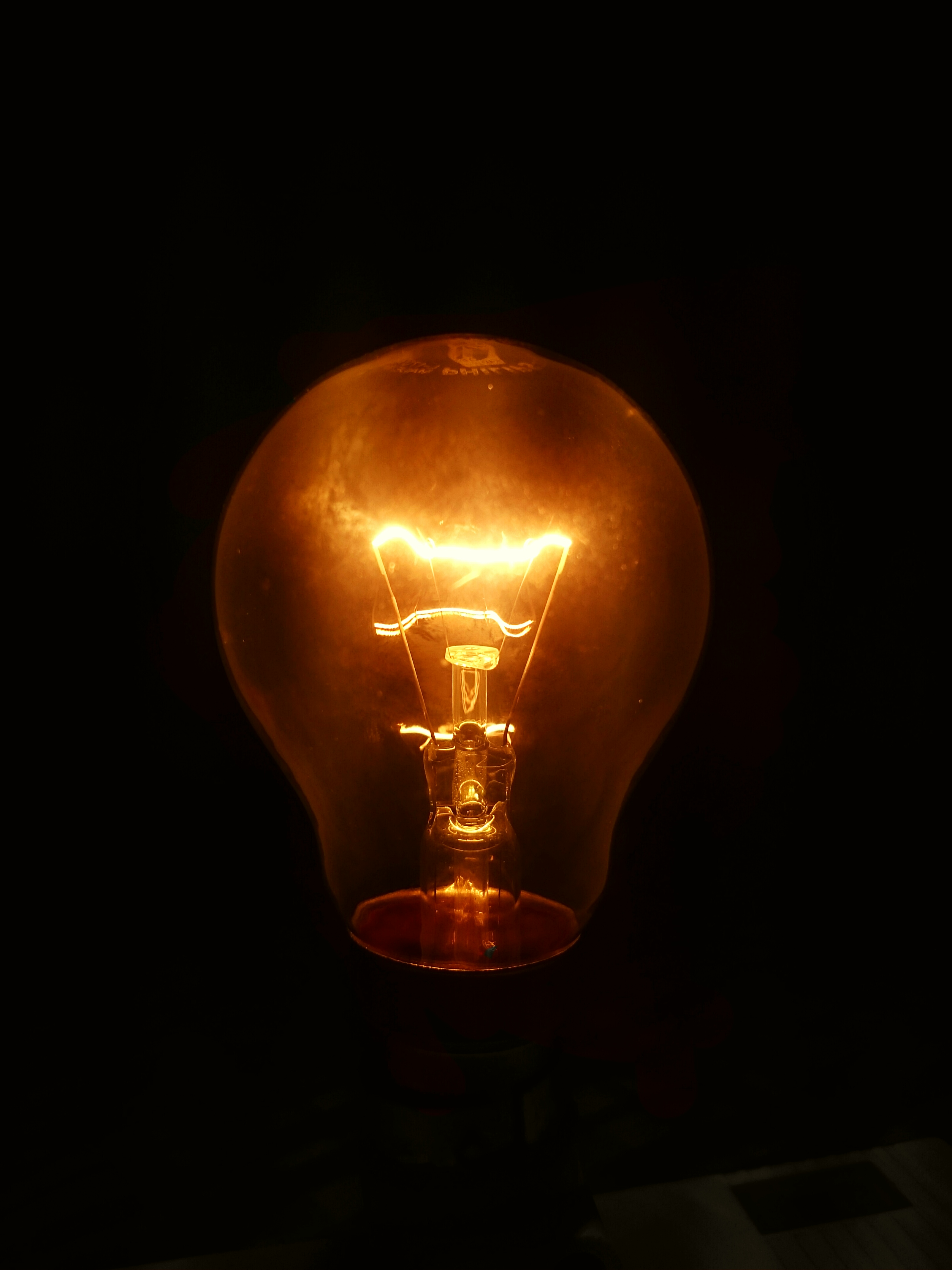
Žárovka, umělý zdroj světla, které se uvolňuje při vzniku tepla

- sálání tepla (záření černého tělesa)
  - záření žárovky
  - sluneční světlo
- záření plazmatu (oheň, oblouková lampa)
- atomová spektrální emise (emise mohou být stimulované nebo spontánní)
  - laser a maser (stimulovaná emise)
  - světlo LED diody
  - plynové výbojky
- urychlení volného nosiče proudu (obvykle elektron, využívá se např. v synchrotronech)
- luminiscence
  - Fotoluminiscence
  - Elektroluminiscence
  - Katodoluminiscence
  - Chemiluminiscence
  - Radioluminiscence
  - Triboluminiscence
- fluorescence
- fosforescence
  - katodové záření
- radioaktivní rozpad
- anihilace páru částice-antičástice

## Využití světla
Světla se využívá v mnoha přístrojích (LCD obrazovkách, DVD přehrávačích, mobilech), s jeho pomocí se svařuje i řeže, nebo třeba operuje. Světlo se využívá v mnoha oblastech (mezi ně patří např. komunikace, zdravotnictví, výrobní technologie). Pomocí světla pozorují lidé i vzdálená vesmírná tělesa, která vyzařují, odráží nebo jsou jiným způsobem ovlivněna světlem.